# АлоэВера
«Ало́эВе́ра» — музыкальная группа из Екатеринбурга, исполняющая музыку в стиле поп-рок.

## История группы
Группа «АлоэВера» была основана в 2011 году в Екатеринбурге и стала ярким представителем уральской музыкальной сцены. Единственным неизменным участником коллектива остается вокалистка, автор песен Вера Мусаелян. За годы существования состав группы неоднократно менялся, но к 2014 году коллектив обрел свое нынешнее звучание. Исполняя поп-рок, «АлоэВера» выпустили три успешных альбома и завоевали любовь поклонников, сочетая качественные музыкальные эксперименты с энергичными и заводными выступлениями.

### Цензура и «чёрные списки»
Летом 2021 года у группы «АлоэВера» начались проблемы с проведением концертов. Мусаелян связывала это со своей гражданской позицией и браком с оппозиционным политиком Ильей Яшиным. В ноябре 2021 года появился первый известный список запрещенных артистов, в который вошла и группа «АлоэВера».
После начала полномасштабного вторжения России на Украину группа попала в очередной «черный список», в котором на тот момент было 22 артиста. «АлоэВера» пыталась проводить «тайные концерты» в московских клубах, но эти попытки пресекались. В феврале 2024 года «Медуза» опубликовала новый список «запрещенных» артистов, включающий 50 имен, в котором вновь оказалась группа «АлоэВера».

## Состав группы
Состав группы весьма нестабилен, в него входят или входили:
- Вера Мусаелян[9] — голос, автор, творческая активность (2011 — н.в.)
- Артём Клименко[9] — бас-гитара, гитара, акустика, запись, сведение, аранжировки (2012 — н.в.)
- Михаил «Ниндзя» Ендза[9] — гитара, звукорежиссёр
- Евгений Пьянков — клавиши
- Станислав Ландырев[10] — труба (2015 — н.в.)
- Юрий Пушкарёв[10] — барабаны (2014 — н.в.)[11]
- Антон Шохирев[11] — барабаны (2012—2014)
- Владислав Алипов[10] — труба
- Ростислав Кундик[12] — звукорежиссёр
- Сергей Карманов[10] — саксофоны, (2011—2012, ушёл в состав группы «Сансара»)
- Григорий Басов[10] — гитара, звукорежиссёр (2012 — н.в.)
- Александр Вольхин — гитара (первый состав группы)[1]
- Василий Скородинский — бас-гитара (первый состав группы)[1]

## Дискография

### Студийные альбомы
- 2011 — Каждую мою весну[13]
- 2012 — Стыд
- 2014 — Легче
- 2016 — Как боги[14][15]
- 2018 — Алимоно[16]
- 2022 — Сделаем вид[17]

### Мини-альбомы
- 2013 — Я провёл лето[18]
- 2016 — Держи меня в курсе

### Синглы
- 2015 — Беги
- 2016 — Капитан
- 2018 — Лётчики
- 2020 — Платье в точку
- 2020 — Чтобыцеловаться

Синглы (как приглашённый артист)
- 2017 — Солдат (при уч. Простывший пассажир трамвая № 7)[19]
- 2020 — Медоед (при уч. Дима Симонов; Abbalbisk remix)

### Концертные альбомы
- 2017 — Дождь (Живое выступление)
- 2017 — Лайв 5 лет
- 2018 — Про мужей и капитанов
- 2020 — Чтобыцеловаться

### Участие
- 2012 — музыкальный сборник «Охота 39» («Несуразная») издательства «Бомба-Питер»[20]
- 2012 — Re:Аквариум («Марина»)
- 2017 — Мы вышли из кино. Трибьют Кино («Сюжет для новой песни»)
- 2024 — Россияне — Памяти Алексея Навального[21]
- 2024 — Мирные огоньки 2024
- 2025 — Мирные огоньки 2025

## СМИ
В июне 2012 года группа впервые появляется на телеканале «Россия» в программе «Профилактика». Во время эфира группа исполняет несколько новых, ещё не изданных треков, которые существенно отличаются от того, что исполнялось группой ранее. Вслед за этим «АлоэВера» приглашают на радиостанцию «Маяк» в программу «Чайка» с ведущим Семеном Чайкой, где группа дает часовой концерт в прямом эфире. В июле этого же года «АлоэВера» появились в программе «Мгновения» с Алексом Дубасом на телеканале «Дождь».
Этим же летом «АлоэВера» принимают участие в трибьют-проекте Re:Аквариум, посвященном юбилею группы Аквариум.
Альбом «Стыд» с его дерзкими, ироничным песнями привлек внимание СМИ. Рецензии на альбом появляются в таких изданиях как «Коммерсантъ» и «Московский комсомолец»
. Провокационная обложка альбома «Стыд» вошла в десятку лучших обложек года по мнению редакции журнала «Русский репортер».
В феврале 2013 года группа появляется в программе «Вечерний Ургант» на «Первом канале» в качестве музыкального гостя. Песня «Не помню — не было» получает широкую известность. В течение года после выхода альбома «Стыд» АлоэВера несколько раз появляются в эфире «Нашего радио» в программе «Живые», а песня «Каждую мою весну» с альбома «Стыд» начинает звучать в эфире «Нашего радио». 2015 год завершается живым концертом в студии Владимира Матецкого на радиостанции «МАЯК».
26 февраля 2016 года группа «АлоэВера» пришла в гости на Радио «Комсомольская правда», где отыграла живой концерт. В интервью между песнями Вера Мусаелян призналась, что журналистское образование не дало ей ничего, а в медицинских изданиях она вела колонки в стиле «испытано на себе».
В марте 2017 года группа появляется в программе Михаила Козырева «LIVEнь» на телеканале «Дождь».
В 2018 году трек группы был использован в сериале «След. Деньги, которые пахнут».

## Фестивали
Летом 2013 года АлоэВера выступила в Москве на фестивале Rock on the roof на крыше центра дизайна ArtPlay, на фестивале Rock-Line в Перми, на фестивале Wafest в Нижнем Новгороде и на фестивале «Нашествие». В 2014 году музыканты посетили «Доброфест», «Нашествие». В 2015 — юбилейный фестиваль Wafest в Нижнем Новгороде, Indie Love в Ижевске, Rock-Line в Перми, а также приняли участие в масштабном проекте Ural Music Night в Екатеринбурге. В 2016 стали одним из хедлайнеров фестиваля «Старый Новый Рок», посвященном 30-летию Свердловского рок-клуба, Ural Music Night и Stereoleto в Санкт-Петербурге. А в 2017 году «АлоэВера» выступили на тамбовском рок-фестивале «Чернозём».

## Видео
- Летом 2012 года «АлоэВера» выпускают свой дебютный клип на сингл «Не было»[39], который скоро становится гимном тусовщиков и пятничных вечеринок[источник не указан 3612 дней]. Режиссёр клипа — Юлиана Стич, известная по работам с группами Обе две («Милый», «Гонщики»), Би-2 («Любовь и ненависть»), Фруктовый кефир («Поп-корн и орешки»). Рецензия на клип публикуется в журнале «Русский репортер»[40].
- Весной 2013 года «АлоэВера» выпускают ещё два клипа на песни «Несуразная» (съёмочная команда «Свет»)[41] и «Доктор» (режиссёр Юлиана Стич)[42].
- В сентябре 2013 года выходит клип на песню «Гладь». Режиссёр — Юлиана Стич[43].

## Синглы и каверы
- В 2012 году «АлоэВера» приняли участие в проекте «Re:Аквариум». Кавер-версия песни «Марина» попала в тройку лучших песен, исполненных женщинами.
- В 2014 году «АлоэВера» записывают песню Robot совместно с группой Brazzaville и «Zемфира». Вокалистка группы написала текст русскоязычного куплета и исполнила его.
- В 2015 году в честь дня победы «АлоэВера» сделали кавер-версию песни «Генерал» группы «Кино». Видео из студии во время записи кавера моментально распространилось в интернете и получило высокую оценку критиков[источник не указан 3612 дней].
- В 2017 году «АлоэВера» приняла участие в проекте «Мы вышли из кино. Трибьют Кино», где исполнила песню «Сюжет для новой песни» группы «Кино» из альбома «Начальник Камчатки»[44].
- В начале 2020 года выходит два сингла: «Платье в точку» — песня о московских протестах лета 2019; песня «Чтобыцеловаться», приуроченная к концерту в День рождения Веры.